# Вахштедт
Вахштедт (нім. Wachstedt) — громада в Німеччині, розташована в землі Тюрингія. Входить до складу району Айхсфельд. Складова частина об'єднання громад Вестервальд-Оберайхсфельд.
Площа — 17,46 км2. Населення становить 447 ос. (станом на 31 грудня 2021).

## Галерея

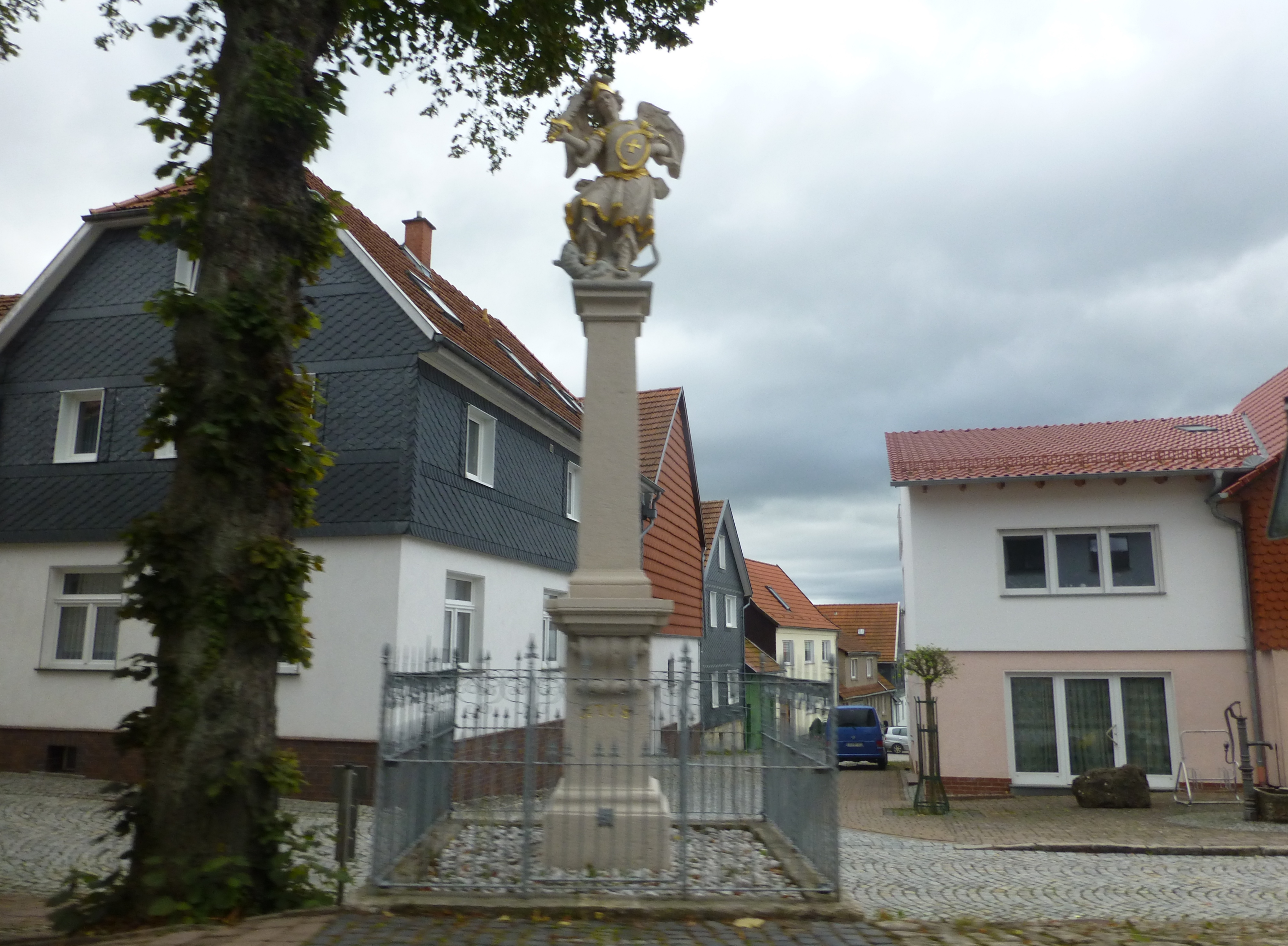
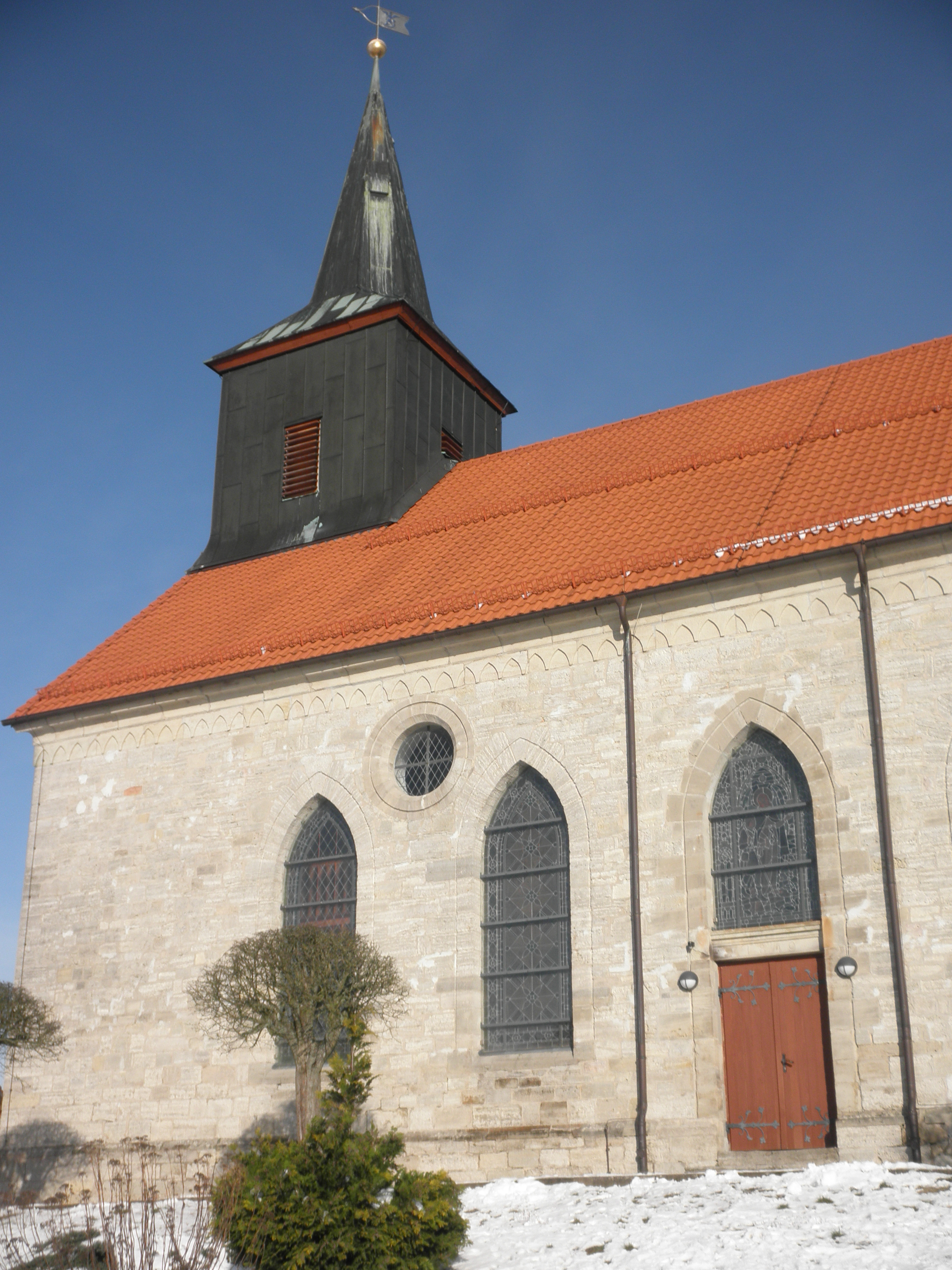